# Autostrada A3 (Belgia)
Autostrada belgiană A3 (clasificată ca E25, E40, E42) este o autostradă care pornește din estul Bruxelles (Bulevardul Reyers), trece prin Leuven și ajunge mai târziu la Liège. După centura orașului Liège, autostrada continuă spre Verviers, Eupen și granița cu Germania.
Tronsonul dintre Liège (nodul rutier Hauts-Sarts) și granița germană face parte din Autostrada Regelui Baudouin (în franceză Autoroute du Roi Baudouin, în germană König Baudouin Autobahn, iar în neerlandeză Koning Boudewijnsnelweg). Traversând regiunea Hesbaye, porțiunea valonă dintre Leuven și Liège este denumită la Hesbignonne.

## Istoric

### Dări în folosință
- 1964 : Tronsonul Nodul rutier Loncin – granița germană
- 1968 : Tronsonul Hognoul – nodul rutier Loncin
- 1971 : Tronsonul limita regională Bruxelles/Flandra – Sterrebeek
- decembrie 1971 : Tronsonul Crisnée – Hognoul
- 06 01 1972 : Tronsonul Sterrebeek – Leuven
- 06 07 1972 : Tronsonul Waremme (Borgworm) – Crisnée
- 11 12 1972 : Tronsonul Leuven – Waremme (Borgworm)
- 1973 : Tronsonul Tunelul Reyers – limita regională Bruxelles/Flandra

## Traseu
| Descrierea traseului     | |                      |
| N23 E40                  | |                      |
| A3 E40                   | |                      |
|                          | Tunelul Reyers-Centre. |                      |
| 18 - Reyers              | Cartiere deservite: Bruxelles-La Cambre, Mutsaard, Schaerbeek.                                                             | R21b                 |
|                          | |                      |
| 19 - Evere               | Orașe deservite: Evere, Woluwe-Saint-Lambert.                                                                              | N294                 |
|                          | Granița provincială între Regiunea Capitalei Bruxelles și Flandra. Granița regională între Bruxelles și Brabantul Flamand. |                      |
| 20 - Kraainem            | Orașe deservite: Kraainem, Woluwe-Saint-Lambert, Sint-Stevens-Woluwe.                                                      | R22                  |
|                          | Viaductul van Kraainem. |                      |
| Sint-Stevens-Woluwe      | Nod rutier între R0 și A3: Namur, Charleroi, Mons; Gent, Anvers.                                                           | R0                   |
|                          | |                      |
| 21 - Sterrebeek          | Orașe deservite: Wezembeek-Oppem, Sterrebeek, Steenokkerzeel, Nossegem.                                                    | N227                 |
|                          | Zonă de parcare: Everberg (în ambele sensuri).                                                                             |                      |
| 22 - Bertem              | Orașe deservite: Bertem, Tervuren.                                                                                         | N3                   |
|                          | Pod peste Voer. |                      |
| Heverlee                 | Nod rutier între A2 și A3: Genk, Hasselt, Leuven.                                                                          | A2 E314              |
|                          | Pod peste Dyle. |                      |
|                          | Zonă de servicii: Heverlee (în ambele sensuri).                                                                            |                      |
| 23 - Haasrode            | Orașe deservite: Wavre, Oud-Heverlee, Bierbeek, Korbeek-Lo.                                                                | N25                  |
| 24 - Boutersem           | Orașe deservite: Beauvechain, Bierbeek, Boutersem.                                                                         | N234                 |
|                          | Pod peste Fleppe. |                      |
|                          | Zonă de parcare: Honsem (sens Eynatten → Bruxelles).                                                                       |                      |
|                          | Pod peste Menebeek. |                      |
|                          | Pod peste Grande Gette. |                      |
| 25 - Tienen              | Orașe deservite: Sint-Truiden, Tienen, Jodoigne, Hoegaarden.                                                               | N29                  |
|                          | Zonă de servicii: Tienen (sens Bruxelles → Eynatten).                                                                      |                      |
|                          | Granița provincială între Flandra și Valonia. Granița regională între Brabantul Flamand și Brabantul Valon.                |                      |
|                          | Zonă de parcare: Hélécine (sens Eynatten → Bruxelles).                                                                     |                      |
| 26 - Hélécine            | Orașe deservite: Jodoigne, Orp-Jauche, Hélécine, Hoegaarden.                                                               | N279                 |
|                          | Pod peste Petite Gette. |                      |
| 27 - Lincent             | Orașe deservite: Huy, Lincent, Linsmeau.                                                                                   | N64                  |
|                          | Zonă de parcare: Hannut (sens Bruxelles → Eynatten).                                                                       |                      |
|                          | Granița provincială între Valonia și Flandra. Granița regională între Brabantul Valon și Brabantul Flamand.                |                      |
|                          | Zonă de parcare: Walshoutem (sens Eynatten → Bruxelles).                                                                   |                      |
| 28 - Walshoutem          | Orașe deservite: Hannut, Sint-Truiden, Landen.                                                                             | N80                  |
|                          | Granița provincială între Flandra și Valonia. Granița regională între Brabantul Flamand și Liège.                          |                      |
|                          | Granița provincială între Valonia și Flandra. Granița regională între Liège și Limburg.                                    |                      |
|                          | Granița provincială între Flandra și Valonia. Granița regională între Limburg și Liège.                                    |                      |
| 28a - Berloz             | Orașe deservite: Geer, Berloz, Rosoux-Crenwick.                                                                            | N615                 |
|                          | Pod peste Jeker. |                      |
|                          | Zonă de servicii: Bettincourt (în ambele sensuri).                                                                         |                      |
| 29 - Waremme             | Orașe deservite: Tongeren, Oreye, Waremme, Remicourt.                                                                      | N69                  |
|                          | Zonă de parcare: Pousset (sens Eynatten → Bruxelles).                                                                      |                      |
| 30 - Crisnée             | Orașe deservite: Saint-Georges-sur-Meuse, Crisnée, Tongeren, Fexhe-le-Haut-Clocher.                                        | N614                 |
|                          | Zonă de parcare: Louhin (în ambele sensuri).                                                                               |                      |
| 31 - Hognoul             | Orașe deservite: Awans, Juprelle, Hognoul.                                                                                 | N3i                  |
| Loncin                   | Nod rutier între A602, A15, A3z și A3: Paris, Lille, Namur, Aeroportul Liège; Luxemburg, Liège, Seraing.                   | A602 A15 A3z E25 E42 |
| A3 E25 E40 E42           | |                      |
| 32 - Alleur              | Orașe deservite: Alleur, Ans.                                                                                              |                      |
| 33 - Rocourt             | Orașe deservite: Tongeren, Rocourt, Juprelle.                                                                              | N20                  |
| Vottem                   | Nod rutier între A13 și A3: Liège, Vottem; Hasselt, Anvers.                                                                | A13 E313             |
| Hauts Sarts              | Nod rutier între A601, A601z și A3: Anvers, Hasselt (nod rutier parțial).                                                  | A601 A601z           |
| 34 - Hermée Hauts-Sarts  | Orașe deservite: Hermée, Zona industrială Hauts-Sarts.                                                                     |                      |
| 35 - Herstal             | Orașe deservite: Oupeye, Herstal.                                                                                          | N671                 |
|                          | Viaductul Cheratte. |                      |
| Cheratte                 | Nod rutier între A25 și A3: Maastricht, Visé; Liège.                                                                       | A25 E25              |
| A3 E40 E42               | |                      |
| 36 - Barchon             | Orașe deservite: Saive, Blegny, Barchon.                                                                                   | N604                 |
|                          | Zonă de servicii: Barchon (în ambele sensuri).                                                                             |                      |
|                          | Zonă de parcare: Tignée (sens Bruxelles → Eynatten).                                                                       |                      |
| 37 - Herve               | Orașe deservite: Herve, Fléron, Soumagne.                                                                                  | N3                   |
|                          | Viaductul José. |                      |
|                          | Viaductul Herve. |                      |
|                          | Zonă de parcare: Haut-Regard (sens Eynatten → Bruxelles).                                                                  |                      |
| Battice                  | Nod rutier între A27 și A3: Trier, Spa, Verviers; Aubel, Battice.                                                          | A27 E42              |
| A3 E40                   | |                      |
| 37b - Thimister-Clermont | Orașe deservite: Limbourg, Thimister-Clermont.                                                                             |                      |
|                          | Zonă de parcare: Haut-Vent (în ambele sensuri).                                                                            |                      |
|                          | Viaductul Ruyff. |                      |
| 37t - East Belgium Park  | Zonă deservită: Zona industrială East Belgium Park (nod rutier parțial).                                                   |                      |
| 38 - Welkenraedt         | Orașe deservite: Eupen, Baelen, Lontzen, Welkenraedt.                                                                      | N67                  |
|                          | Zonă de parcare: Walhornerheide (în ambele sensuri).                                                                       |                      |
| 39 - Eynatten            | Orașe deservite: Aachen-sud, Kelmis, Raeren, Eynatten.                                                                     | N68 E421             |
| 40 - Lichtenbusch        | Orașe deservite: Lichtenbusch, Raeren, Eynatten, Aachen (nod rutier parțial).                                              |                      |
|                          | Zonă de servicii: Lichtenbusch (în ambele sensuri).                                                                        |                      |
| A3 E340                  | |                      |
|                          | Frontiera dintre Belgia și Germania.                                                                                       |                      |
| BAB44 E40                | |                      |